# 20030 Bawtenheimer
20030 Bawtenheimer è un asteroide della fascia principale. Scoperto nel 1992, presenta un'orbita caratterizzata da un semiasse maggiore pari a 2,340224 UA e da un'eccentricità di 0,147270, inclinata di 6,533249° rispetto all'eclittica. Ha un diametro di 2,425 km e un periodo di rotazione di 7,23 ore.